# Kegali
Die Kegali (russisch Кегали, auch Kёгали, Kjogali) ist ein 228 Kilometer langer rechter Nebenfluss des Omolon in der Oblast Magadan Russlands. Das Einzugsgebiet beträgt 10.600 km². Die durchschnittliche jährliche Abflussgeschwindigkeit an der Flussmündung beträgt ungefähr 115 m³/s.
Der Fluss befindet sich nahe dem gleichnamigen Dorf Kegali, in dessen Nähe es auch zum Zusammenfluss mit dem Niwandy (Ниванды) kommt. Am Verlauf des Flusses befindet sich eine funktionierende Wetterstation. Mit einer bislang gemessenen Tiefsttemperatur von −64,2 °C gilt der Fluss als ein Kältepol der Oblast Magadan; weitere inoffizielle Rekorde mit −67 °C halten Sussuman und Seimtschan.
Es gibt auch Gold- und Silber-Lagerstätten.